# NGC 4189
NGC 4189 is een balkspiraalstelsel in het sterrenbeeld Hoofdhaar. Het hemelobject werd op 8 april 1784 ontdekt door de Duits-Britse astronoom William Herschel.

## Synoniemen
- IC 3050
- IRAS 12112+1342
- UGC 7235
- ZWG 69.92
- MCG 2-31-54
- VCC 89
- KUG 1211+137
- PGC 39025